# Cobertura de chocolate

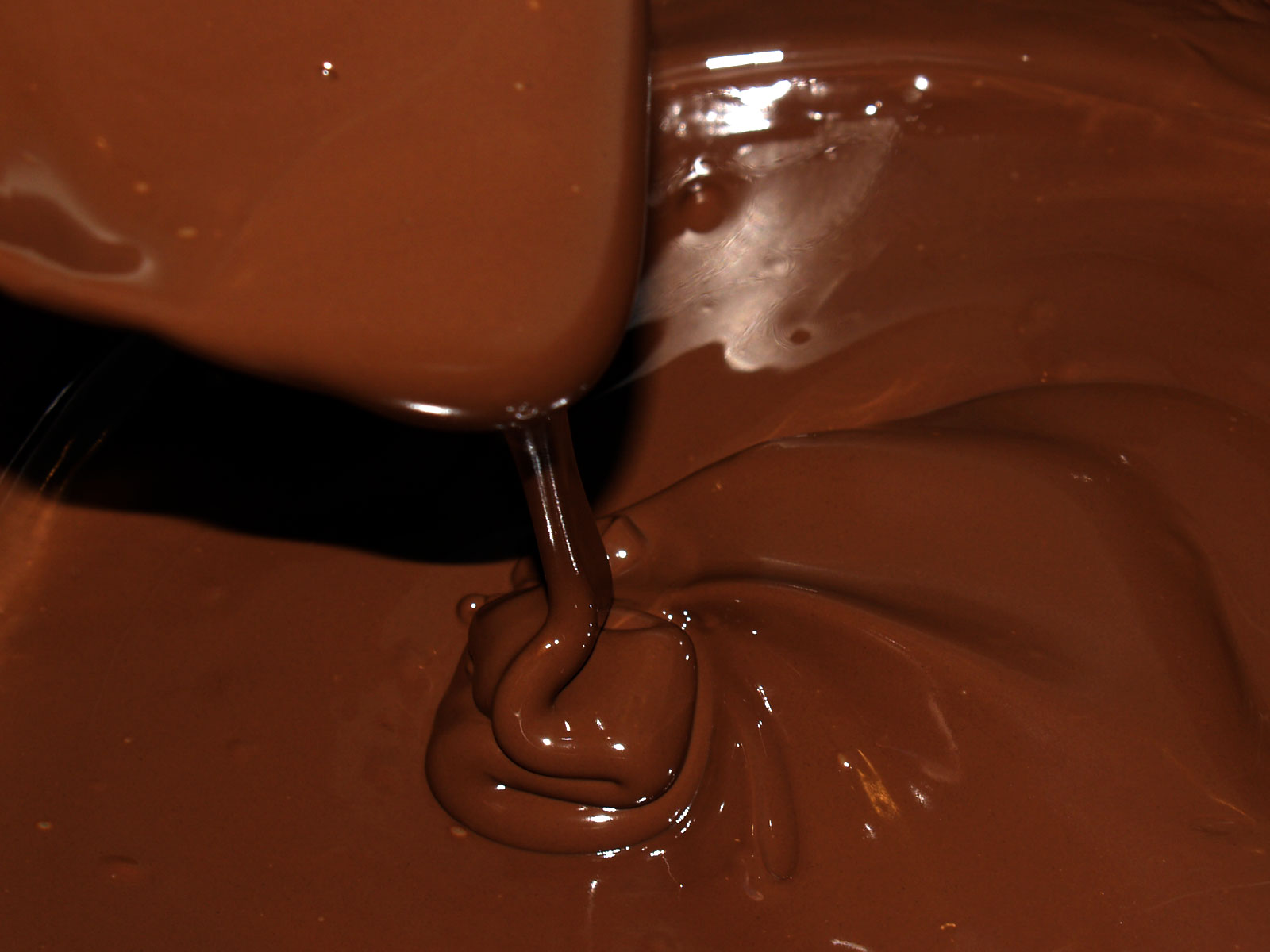
Las operaciones de fundido y enfriado del chocolate deben ser cuidadosas para no perder el templado del mismo.

La cobertura se trata de un tipo de chocolate de muy buena calidad que contiene manteca de cacao en proporción (32-39%). Este alto porcentaje de manteca de cacao, combinado con un buen templado, proporciona al chocolate un mayor lustre y una textura más rígida al romperse, siendo además de sabor más cremoso. Es un tipo de chocolate cuyo principal uso es en la repostería.

## Características
El porcentaje total de muchas de las marcas chocolateras para mezclar la manteca con los sólidos de cacao (cacao) está regulado con el objeto de obtener la denominación "chocolate de cobertura". El porcentaje debe estar entre el 32% y el 39%, y el porcentaje total combinado de manteca y sólidos de cacao debe alcanzar al menos un 54%. Suele añadírsele una cantidad de azúcar, y cerca un 1% puede ser una especie aromática como la vainilla, y en algunas ocasiones lecitina de soja.